# セルフブランディング
セルフブランディング（せるふぶらんでぃんぐ、SelfBranding）とは、企業や組織に所属しない「個人」が、自らをメディア化し、自らの力でプロモーションすること。

## 概要
従来、パーソナルブランディングとセルフブランディングは同一の言葉のように使われてきた。しかし、ソーシャルメディアの台頭と共に、二つの言葉は異なる意味合いで語られることが多くなった。
企業が行う、「企業ブランディング」と、企業や組織に所属する個人が行う、組織の中の個としての「パーソナルブランディング」、企業や組織から切り離して、独立したものとして行うブランディングが「セルフブランディング」として分類されるようになった。
具体的な手法としては、ソーシャルメディアでの露出（Twitter・Facebook・ブログ・YouTube等）や、出版による権威付けが主に挙げられる。
ソーシャルメディアを使ったセルフブランディングは手軽で経費もかからない為、重宝されている。その反面、外部のシステムを用いる場合には、サービス提供者からIDや投稿を削除される場合がある。
一方、出版した場合は出版しているという事実そのものが「世間的に高く評価されやすい」。
実際、出版する場合は出版社とのコネと、ある程度の実績が必要なケースが多い。従って「出版していることが安心感や信頼感にそのまま直結しやすい。しかし実績や経験の浅いうちからの出版は、よほどのことがない限り困難とされる。
商業出版でなく自費で出版する「自費出版」でセルフブランディングを図るケースも存在する。
現在は電子出版という形の出版方法が出現した事で、誰でも安価で出版によるセルフブランディングを行えるようになった。

## パーソナルブランディングとの違い
ブランディングの目的が異なる。セルフブランディングの目的は「認知度の獲得」に比重を置く。対して組織の中の個として行うパーソナルブランディングは、「所属組織のイメージ向上」を目的とする。
似ているようだが、セルフブランディングは背負うものが無いため過激な手段で認知度獲得を行うことも可能だ。短期間で認知獲得を行える可能性があるが、炎上するリスクも高くなる。
しかし、守る物が存在するパーソナルブランディングは、自然と発信する情報等も組織を意識したものとなる。過激な発言となりにくいため、ネット上で注目を集めるには時間がかかり、そのため短期間での認知獲得の効果は得づらいが、実直な情報発信は信頼獲得に繋がる。

## 参照
1. ↑  “ブランディングには3つの区分けがあります。”.  Cybozu Live (2012年3月7日). 2012年4月3日閲覧。